# Matthias Robold
Matthias Robold (* 1969 in Südbaden) ist ein deutscher Schriftsteller, Web-Designer und Illustrator.

## Leben
Robold absolvierte 1989 bis 1994 eine Ausbildung zum Grafikdesigner an der Schule für Gestaltung Basel und war dann bei einer Reihe von Unternehmen als Illustrator tätig, unter anderem bei Gruner + Jahr, BenQ und anderen.
Robold wurde einem größeren Publikum durch seinen Roman Hundert Tage auf Stardawn oder Der Status des Menschen bekannt, der im Jahr 2000 mit dem Deutschen Science Fiction Preis ausgezeichnet und von Franz Rottensteiner als bemerkenswertes Debüt bezeichnet wurde. Heute arbeitet Robold als Illustrator in München.

## Werke
- Hundert Tage auf Stardawn oder Der Status des Menschen, Roman, Phantastische Bibliothek Bd. 366, Suhrkamp Verlag, Frankfurt/Main 1999. ISBN 978-3-518-39516-5

## Nachweise
1. ↑  http://www.fictionfantasy.de/hundert-tage-auf-stardawn-oder-der-status-des-menschen
2. ↑  
Susanne Kusicke: Woran man Beamte erkennt. Immer an der Hand lang: Matthias Robolds neues Universum. In: Frankfurter Allgemeine Zeitung. 9. August 2000, S. 44, abgerufen am 2. Februar 2015.
3. ↑  Vgl. Quarber Merkur 1999, Bd. 89/90, S. 283f.

| Personendaten    | Personendaten                            |
| ---------------- | ---------------------------------------- |
| NAME             | Robold, Matthias                         |
| KURZBESCHREIBUNG | deutscher Schriftsteller und Illustrator |
| GEBURTSDATUM     | 1969                                     |
| GEBURTSORT       | Südbaden                                 |